# Clairvaux-d’Aveyron
Clairvaux-d’Aveyron (okzitanisch: Claravals) ist eine französische Gemeinde im Département Aveyron in der Region Okzitanien (vor 2016: Midi-Pyrénées) mit 1.154 Einwohnern (Stand: 1. Januar 2022). Sie gehört zum Arrondissement Rodez und zum Kanton Vallon. Die Einwohner werden Clairvallois genannt.

## Geographie
Clairvaux-d’Aveyron liegt im Weinbaugebiet Marcillac, Teil der Weinbauregion Sud-Ouest, am Fluss Ady, 17 Kilometer nordwestlich von Rodez. Umgeben wird Clairvaux-d’Aveyron von den Nachbargemeinden Goutrens im Nordwesten und Norden, Valady im Norden und Nordosten, Druelle Balsac im Osten und Südosten, Moyrazès im Süden sowie Mayran im Südwesten und Westen.

## Bevölkerungsentwicklung
| 1962                       | 1968 | 1975 | 1982 | 1990 | 1999 | 2006 | 2019 |
| -------------------------- | ---- | ---- | ---- | ---- | ---- | ---- | ---- |
| 937                        | 834  | 857  | 923  | 911  | 1039 | 1116 | 1148 |
| Quellen: Cassini und INSEE |      |      |      |      |      |      |      |

## Sehenswürdigkeiten
- Kirche Saint-Blaisr, seit 1997 Monument historique
- Himmelfahrts-Kirche im Ortsteil Bruéjols
- Kirche Saint-Julien im Ortsteil Panat
- Kapelle Saint-Joseph
- Kapelle Notre-Dame de Buenne
- Reste der Ortsbefestigung
- Burg Panat

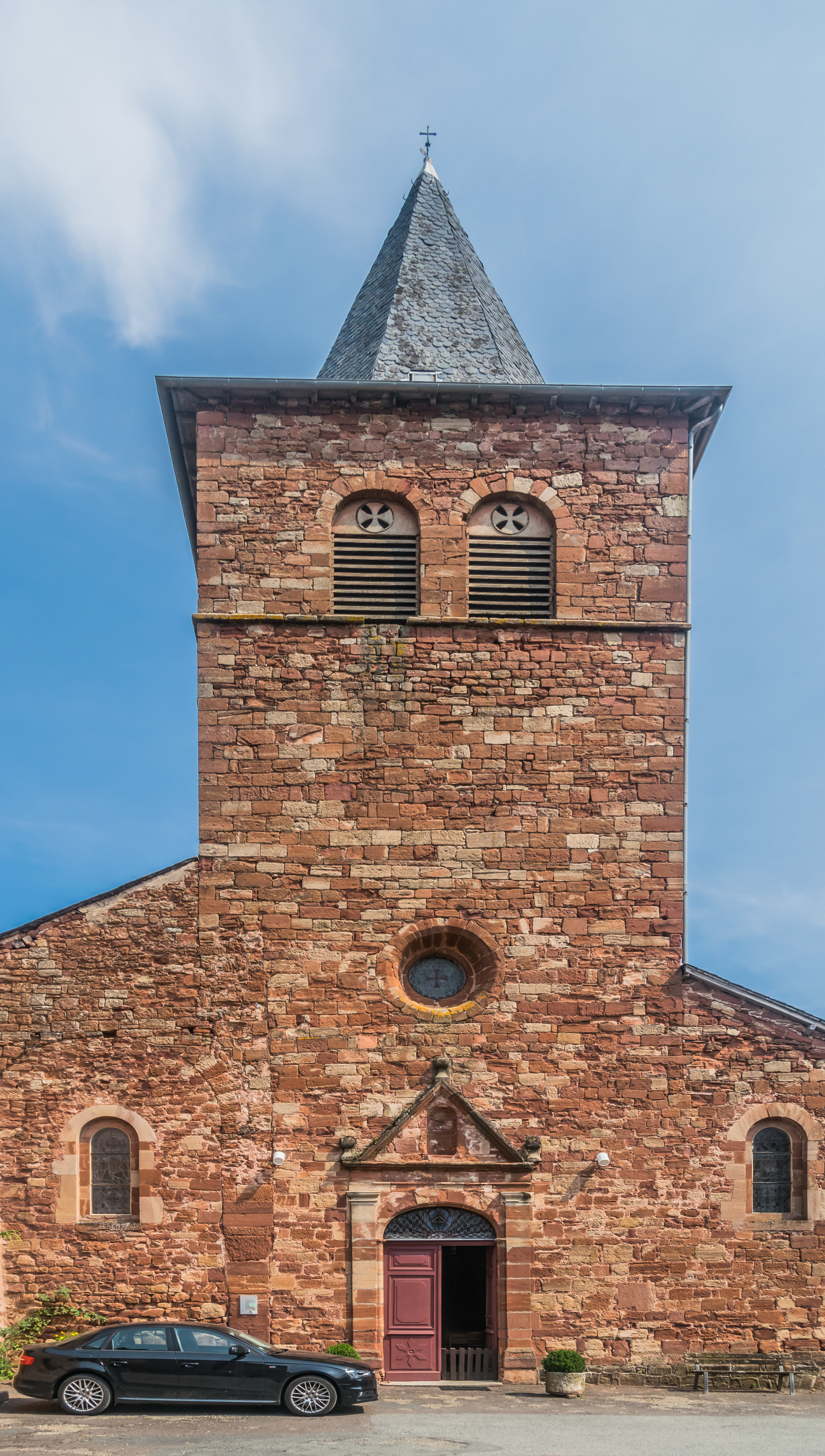
Kirche Saint-Blaise
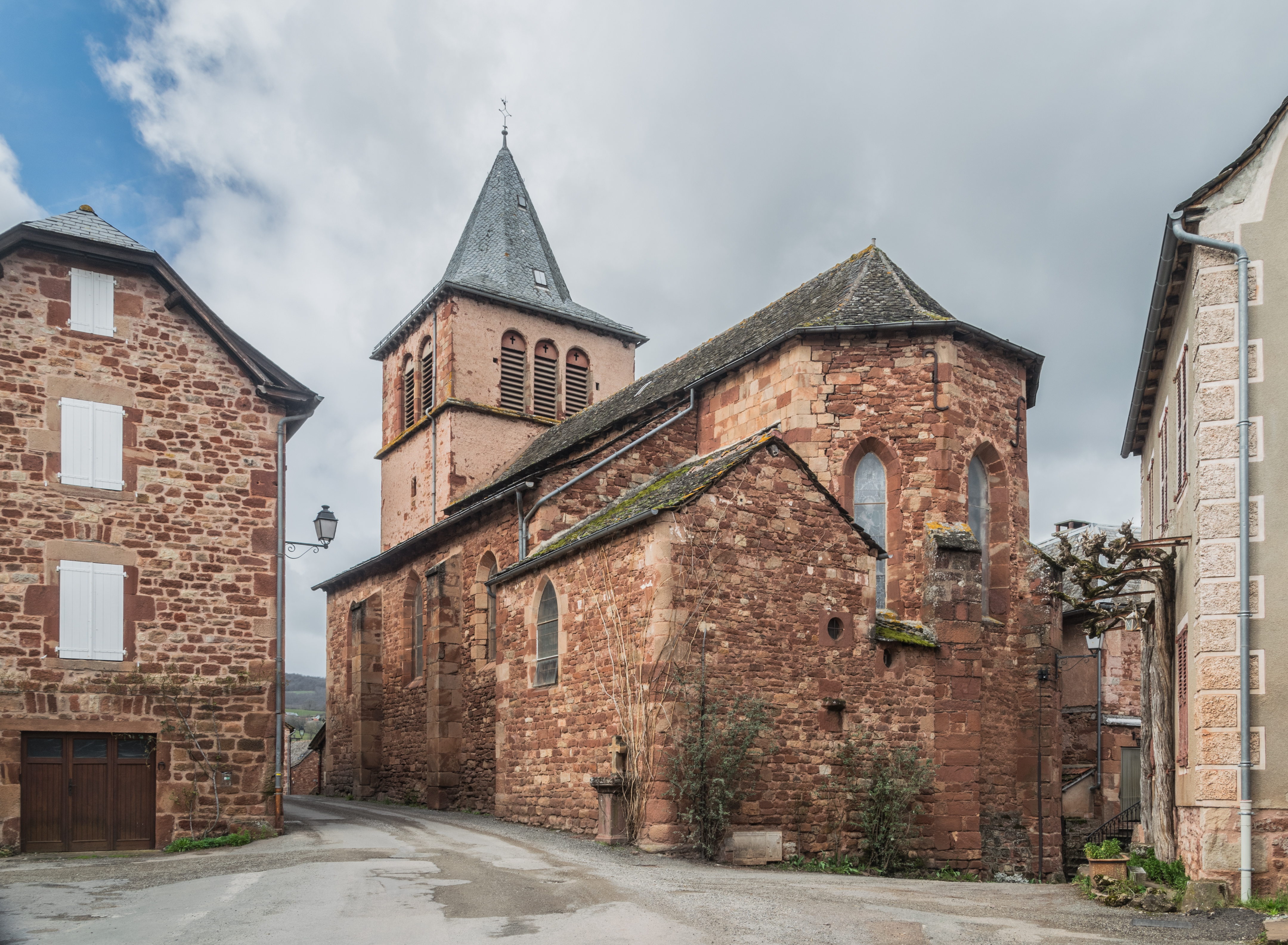
Himmelfahrts-Kirche
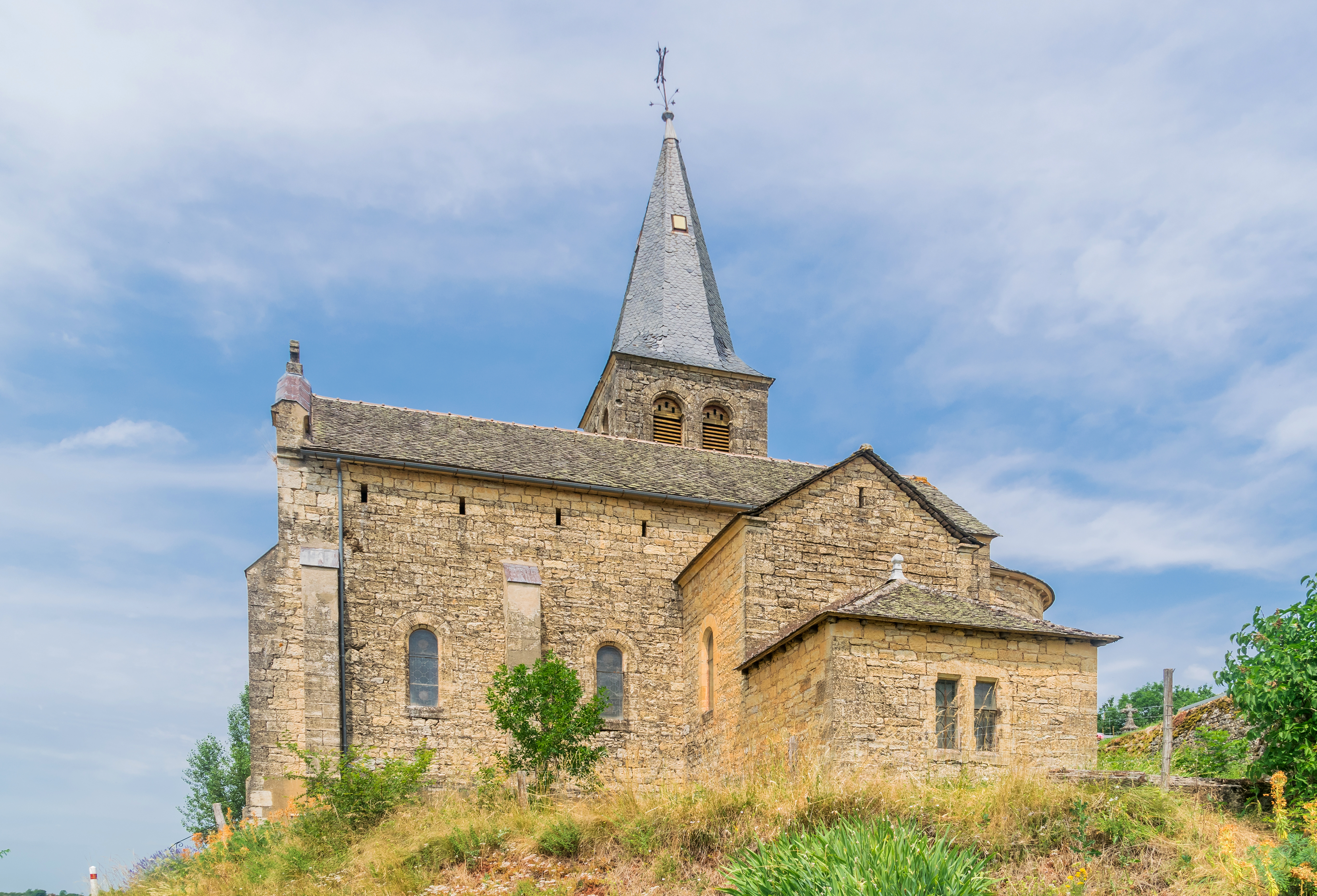
Kirche Saint-Julien
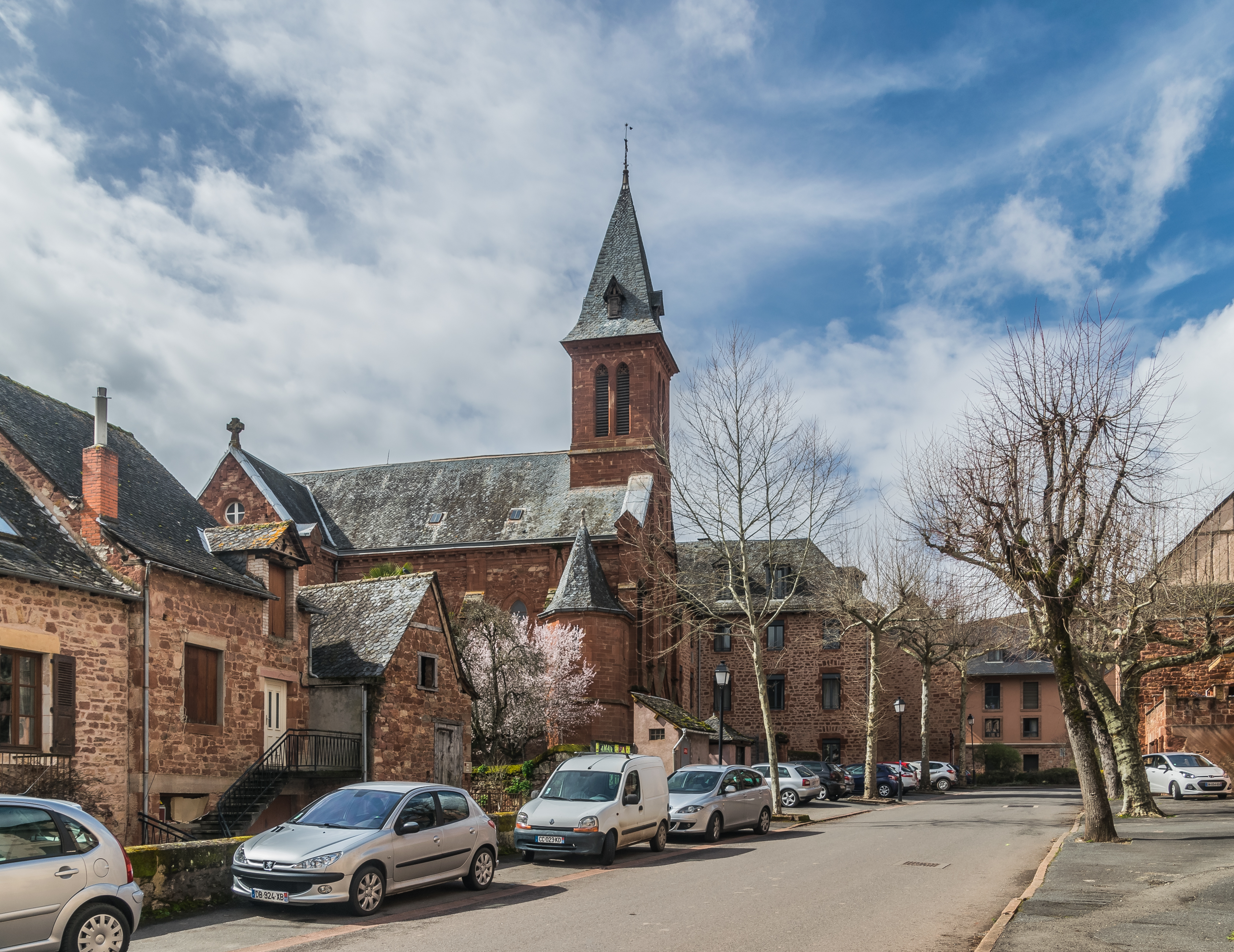
Kapelle Saint-Joseph
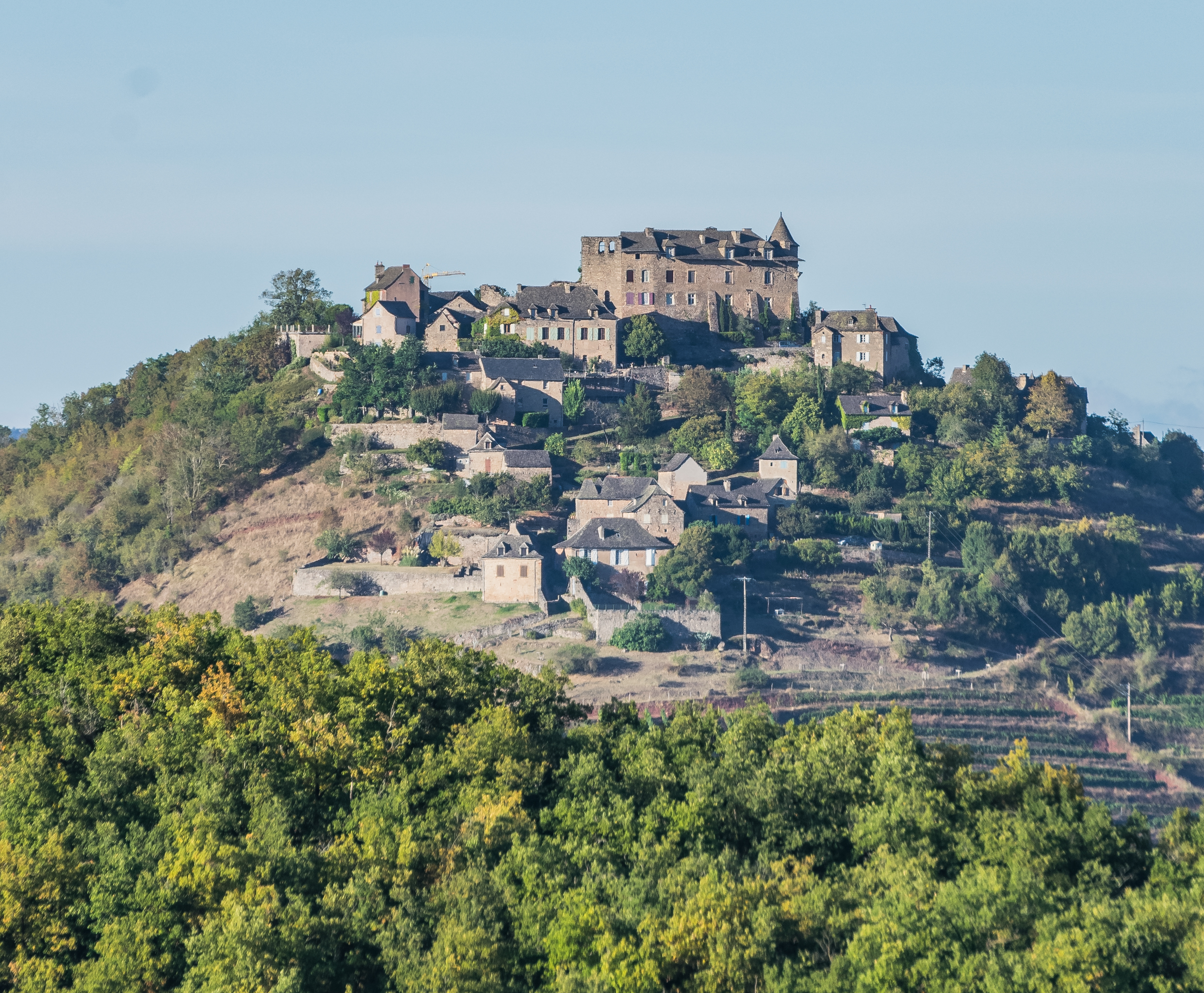
Burg Panat